# Saint-Pierre-des-Landes
Saint-Pierre-des-Landes est une commune française, située dans le département de la Mayenne en région Pays de la Loire, peuplée de 927 habitants.
La commune fait partie de la province historique du Maine, et se situe dans le Bas-Maine.

## Géographie
Le Couesnon prend sa source sur le territoire de la commune.
Sur la butte qui culmine à 216 m, au sud immédiat du hameau de Chatenay, se trouve le tripoint entre les bassins de la Loire et de la Vilaine (golfe de Gascogne) et le Couesnon (Manche).
| La Chapelle-Janson (35) (sur 200 mètres), Luitré (35) | La Pellerine            | Larchamp, Ernée |
| Luitré (35)                                           | Saint-Pierre-des-Landes | Ernée           |
| Juvigné                                               | Juvigné                 | Juvigné         |

### Climat
Pour des articles plus généraux, voir Climat des Pays de la Loire et Climat de la Mayenne.
En 2010, le climat de la commune est de type climat océanique franc, selon une étude du CNRS s'appuyant sur une série de données couvrant la période 1971-2000. En 2020, Météo-France publie une typologie des climats de la France métropolitaine dans laquelle la commune est exposée à un climat océanique et est dans la région climatique  Bretagne orientale et méridionale, Pays nantais, Vendée, caractérisée par une faible pluviométrie en été et une bonne insolation. 
Pour la période 1971-2000, la température annuelle moyenne est de 11 °C, avec une amplitude thermique annuelle de 13,3 °C. Le cumul annuel moyen de précipitations est de 869 mm, avec 13,4 jours de précipitations en janvier et 7,9 jours en juillet. Pour la période 1991-2020, la température moyenne annuelle observée sur la station météorologique de Météo-France la plus proche, sur la commune de Chailland à 13 km à vol d'oiseau, est de 11,5 °C et le cumul annuel moyen de précipitations est de 859,5 mm,. Pour l'avenir, les paramètres climatiques de la commune estimés pour 2050 selon différents scénarios d'émission de gaz à effet de serre sont consultables sur un site dédié publié par Météo-France en novembre 2022.

## Urbanisme

### Typologie
Au 1er janvier 2024, Saint-Pierre-des-Landes est catégorisée commune rurale à habitat très dispersé, selon la nouvelle grille communale de densité à sept niveaux définie par l'Insee en 2022.
Elle est située hors unité urbaine et hors attraction des villes,.

### Occupation des sols
L'occupation des sols de la commune, telle qu'elle ressort de la base de données européenne d’occupation biophysique des sols Corine Land Cover (CLC), est marquée par l'importance des territoires agricoles (98,7 % en 2018), une proportion identique à celle de 1990 (98,7 %). La répartition détaillée en 2018 est la suivante :
terres arables (49 %), prairies (48,1 %), zones agricoles hétérogènes (1,6 %), zones urbanisées (1,3 %). L'évolution de l’occupation des sols de la commune et de ses infrastructures peut être observée sur les différentes représentations cartographiques du territoire : la carte de Cassini (XVIIIe siècle), la carte d'état-major (1820-1866) et les cartes ou photos aériennes de l'IGN pour la période actuelle (1950 à aujourd'hui).

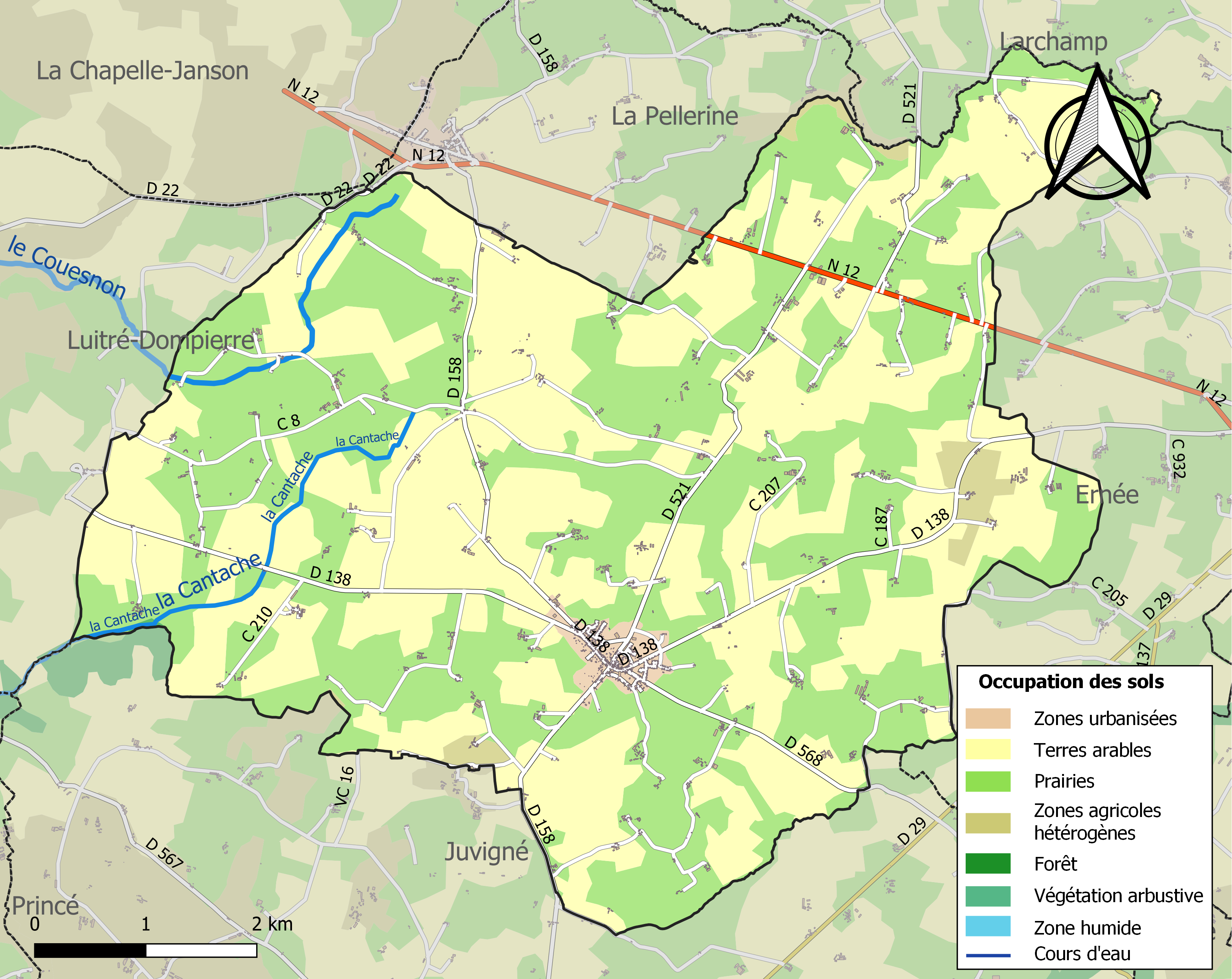
Carte des infrastructures et de l'occupation des sols de la commune en 2018 (CLC).

## Toponymie
Le gentilé est Pierrot-Landais.

## Histoire
Une épidémie d'angine diphtérique sévit en 1862-1863. Le fléau éclata à Luitré, puis dans les communes de Juvigné et de Saint-Pierre-des-Landes. L'épidémie tua d'abord deux cents personnes, et jeta tant de terreur que « la population entière de Saint-Pierredes-Landes se rendit processionnellement et pour la première fois de mémoire d'homme en pèlerinage à la chapelle de Charnay près d'Ernée ». Du canton de Chailland, la diphtérie se propagea à celui d'Andouillé, atteignit plus de trois cents malades. Le docteur Henri-Pierre Trideau s'employa à lutter contre cette épidémie.
C'est à la ferme du Domaine que se tint le quartier général de la Résistance du pays d'Ernée jusqu'au 4 juin 1944 (Pierre Le Donné, Romain Gilles, René Justin, Georges Delhommel…)
La famille Rousseau (Michel et sa femme, Françoise Paris) a accueilli le Réseau de Pierre Le Donné, de nombreux réfractaires au STO après février 1943, puis de jeunes résistants actifs. Ils ont également accueilli pendant quelque temps des familles juives, ce qui leur a valu le titre de Justes parmi les nations en 2009. Ils avaient mis de leurs enfants en pension au collège Saint-Joseph d'Ernée afin de les protéger des risques de leurs activités patriotes.
Les combattants du réseau séjournèrent au « Domaine ». Michel Rousseau participait à des transports nocturnes d'armes parachutées. Le 4 juin 1944, il devait en remettre à ses camarades de la « Forêt-Noire », organisés en maquis voisin entre Larchamp et La Chapelle-Janson. La Milice rennaise s'empara du campement et Michel Rousseau échappa à la capture…
Lui et sa famille vécurent sous la menace des révélations que leurs camarades torturés pouvaient faire aux Allemands. Ceux-ci ne parlèrent pas, mais l'attente fut longue car les Américains piétinait en Normandie. Ils arrivèrent à Saint-Pierre-des-Landes le soir du 4 août 1944.
Cette famille a fini la guerre ruinée par les accueils généreux qu'elle avait opérés tout au long de la guerre… Ce n'est qu'en 2009 que Yad Vashem leur a reconnu le titre de Justes parmi les nations.

## Politique et administration
Le conseil municipal est composé de quinze membres dont le maire et trois adjoints.

## Population et société

### Démographie
L'évolution du nombre d'habitants est connue à travers les recensements de la population effectués dans la commune depuis 1793. Pour les communes de moins de 10 000 habitants, une enquête de recensement portant sur toute la population est réalisée tous les cinq ans, les populations de référence des années intermédiaires étant quant à elles estimées par interpolation ou extrapolation. Pour la commune, le premier recensement exhaustif entrant dans le cadre du nouveau dispositif a été réalisé en 2008.

En 2022, la commune comptait 927 habitants, en évolution de −1,59 % par rapport à 2016 (Mayenne : −0,73 %, France hors Mayotte : +2,11 %).
| 1793  | 1800  | 1806  | 1821  | 1831  | 1836  | 1841  | 1846  | 1851  |
| ----- | ----- | ----- | ----- | ----- | ----- | ----- | ----- | ----- |
| 1 856 | 1 568 | 1 963 | 1 840 | 1 791 | 1 837 | 1 837 | 1 925 | 1 896 |

| 1856  | 1861  | 1866  | 1872  | 1876  | 1881  | 1886  | 1891  | 1896  |
| ----- | ----- | ----- | ----- | ----- | ----- | ----- | ----- | ----- |
| 1 957 | 1 973 | 2 012 | 1 963 | 1 939 | 1 991 | 1 910 | 1 942 | 1 901 |

| 1901  | 1906  | 1911  | 1921  | 1926  | 1931  | 1936  | 1946  | 1954  |
| ----- | ----- | ----- | ----- | ----- | ----- | ----- | ----- | ----- |
| 1 830 | 1 801 | 1 706 | 1 548 | 1 548 | 1 546 | 1 425 | 1 462 | 1 349 |

| 1962  | 1968  | 1975  | 1982  | 1990 | 1999 | 2006 | 2008 | 2013 |
| ----- | ----- | ----- | ----- | ---- | ---- | ---- | ---- | ---- |
| 1 318 | 1 232 | 1 099 | 1 011 | 979  | 946  | 964  | 969  | 941  |

| 2018 | 2022 | - | - | - | - | - | - | - |
| ---- | ---- | - | - | - | - | - | - | - |
| 915  | 927  | - | - | - | - | - | - | - |

## Lieux et monuments

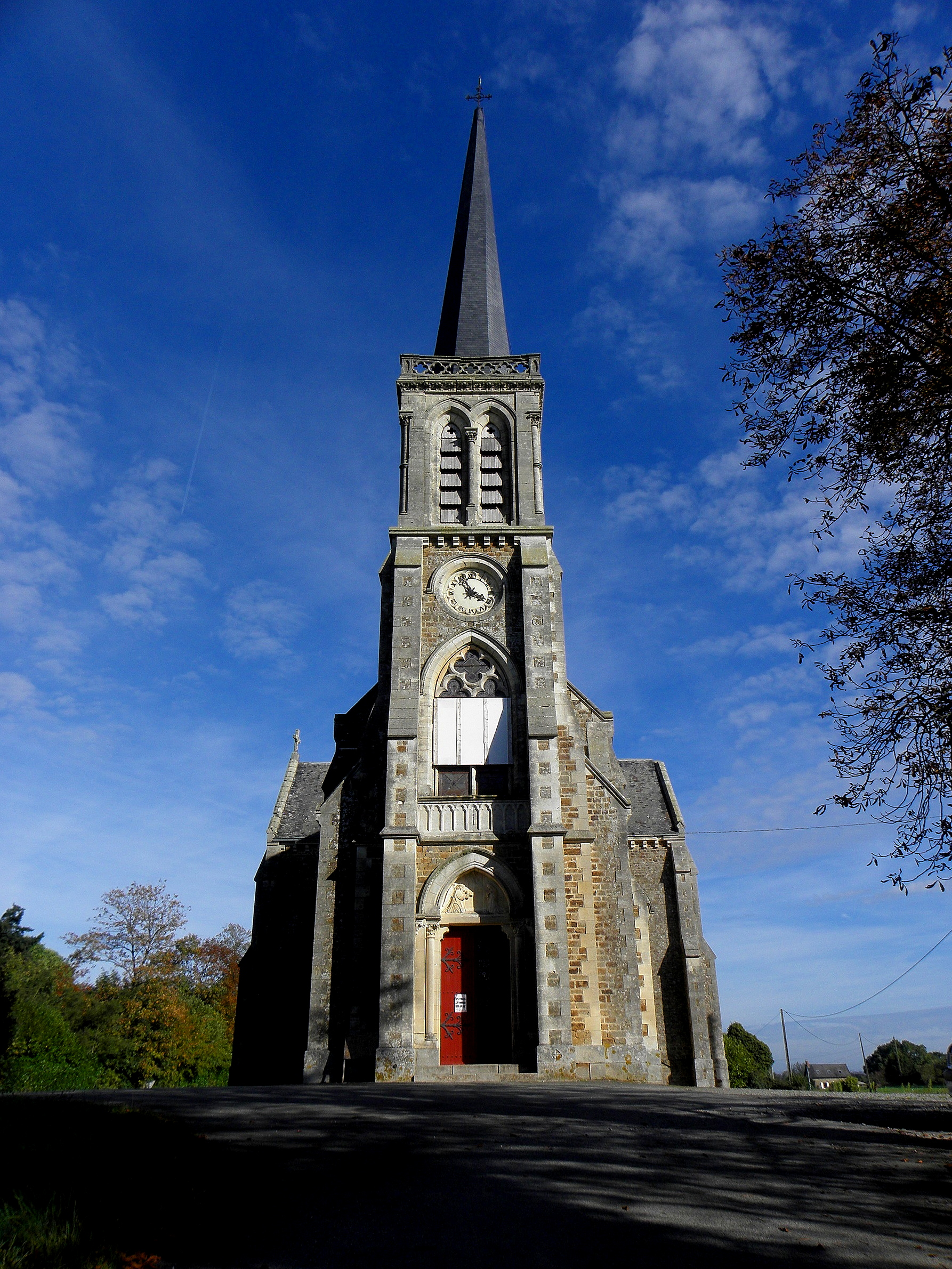
L'église de Mégaudais.

- Le château de Mégaudais, en bordure de la nationale 12. Parc du XIXe siècle.
- Le château de Fontenailles, sur la départementale 158.
- L'église du bourg de Saint-Pierre, reconstruite au XIXe siècle.
- L'église Notre-Dame-de-l'Assomption de Mégaudais.
- La source du Couesnon.

## Personnalités liées à la commune
- Pierre André Puissant, curé de Mégaudais et botaniste
- Françoise Trehet et Jeanne Véron, enseignantes à Saint-Pierre-des-Landes, sœurs de la Charité de Notre Dame d'Évron, guillotinées en 1794, béatifiées en 1955[25].
- Constant Domaigné, prêtre originaire de la commune, né le 29 mars 1910.

Il fut un très grand résistant, participant à la cache de vols d’armes, à la fabrication de vraies fausses cartes d’identité, à l’évasion de résistants et de réfractaires au STO. Il cacha 13 enfants juifs au collège de l'Immaculée de Laval, comme Jean-Marie Houdoux et Sacha Distel. Ce dernier, né le 29 janvier 1933 à Paris, y était enregistré sous le nom d’Alexandre Ditel. Il avait comme correspondante madame Chaboche, à la Baconnière : c’est elle qui a élevé l’enfant. Il l’appelait « sa marraine ». Arrêté, interrogé par la Gestapo, Constant Dumaigné n’a jamais parlé, même sous la torture. Il fut déporté de Compiègne le 6 avril vers Mauthausen sous le matricule 62287, puis à Melk, Mauthausen, Dachau où il fut libéré le 29 avril 1945.[réf. nécessaire]
- Auguste Trideau, prêtre originaire de la commune, capitaine pendant la Grande Guerre, résistant sur Ernée qui sauva des aviateurs alliés[réf. nécessaire].
- Françoise Paris-Rousseau et Michel Rousseau, agriculteurs, résistants à la ferme du Domaine, Justes parmi les nations en 2009.
- Pierre Le Donné, garagiste du Bas de Ville à Ernée, premier chef du réseau de Résistance qui installa son QG à la ferme du Domaine de Saint-Pierre-des-Landes de 1942 au 4 juin 1944.,Justes parmi les nations en 1997.
- Eugène Plet, né en 1952, originaire de Saint-Pierre-des-Landes, coureur cycliste professionnel 1976 à 1981.

## Héraldique
| Blason de Saint-Pierre-des-Landes | Blason  | Fascé de sinople et d'azur de 6 pièces ; à deux clés d'or, mises en sautoir brochant sur la partition, et une croix dite de Lorraine de sable, brochant en cœur; au chef cousu parti: Au 1 d'azur, fretté en pal d'argent; au 2 de gueules, à une aigle d'argent, lampassée et onglée d'or . |
| Blason de Saint-Pierre-des-Landes | Détails | Le fascé symbolise le terroir de Saint-Pierre-des-Landes constitué en de vastes étendues verdoyantes de bois ou de parcelles agricoles, sillonnée par trois cours d'eau majeurs : Le Couesnon, (Qui prend sa source au Vallon), la Cantache et le Touchot, auxquels il faut ajouter plusieurs étangs et rus. Les clés sont le symbole de Pierre le saint patron de la commune. La croix dite de Lorraine marque deux faits importants: - Par sa forme, elle symbolise le gîte du maquis d'Ernée entre 1943 et le 4 juin 1944 à la ferme du Domaine, là même où leurs propriétaires, les époux Rousseaux œuvreront tant pour la sauvegarde des juifs pourchassés qu'ils seront déclarés justes parmi les nations en 2009. - Par sa couleur elle fait référence au martyr des deux sœurs de la charité d'Évron, enseignantes à Saint-Pierre-des-Landes et guillotinées en 1794. Il s'agit de Françoise TREHET et de Jeanne VÉRON, béatifiées en 1955. Le chef marque la présence de deux seigneuries importantes: À gauche celle du château de Fontenailles avec les armes de cette famille; à droite celle de Mégaudais avec les armes de cette autre famille. Les ornements sont une branche de bruyère de sinople, fleurie de pourpre, afin de représenter les vastes landes qui ont donné une partie du nom à la commune ; elle est mise en sautoir par la pointe et liée d’or avec une gerbe de trèfle de sinople, fleuri d’argent, afin d'honorer les vastes prairies naturelles Pierrot-Landaises. Le listel d'argent porte le nom de la commune en lettres majuscules de sable. La couronne de tours dit que l’écu est celui d’une commune ; elle n’a rien à voir avec des fortifications. Adopté par la municipalité le 9 juillet 2024 Le statut officiel du blason reste à déterminer. |